# 入口由美子
入口 由美子（いりぐち ゆみこ、旧姓：牛房、1978年3月25日 -）は、地方競馬の浦和競馬場所属の調教師で、元騎手である。
騎手時代の勝負服の柄は胴赤・青星散らし、袖白。埼玉県出身、血液型はA型。地方競馬教養センター長期騎手課程第70期生。所属厩舎だった牛房榮吉調教師は実父、同じ浦和競馬場に所属していた入口将宣元騎手は夫。

## 来歴
高校卒業後に地方競馬教養センターに入所。1999年9月29日付けで地方競馬騎手免許を取得。同年10月14日浦和競馬第1競走C2二組条件戦ウエルシンフォニーで初騎乗（6頭立て6番人気4着）。同年11月5日第8回浦和競馬5日目第10競走高麗川特別（B3・C1一組）をタイセンフアンタジで優勝（11頭立て3番人気）し、9戦目で初勝利。同年12月6日中津競馬場で実施された第4回卑弥呼杯出場（10人中8位）。
2002年4月13日、14日に益田競馬場で実施された女性騎手招待競走に出走。
結婚、出産を経て2003年現役復帰。
2004年10月20日荒尾競馬場で実施された全日本レディース招待競走出場（11人中6位）。
2005年11月22日荒尾競馬場で実施された全日本レディース招待競走出場（12人中7位）。
2006年レディースジョッキーズシリーズ出場（10人中8位）。
2007年半年ほど騎乗を取りやめたものの9月末に復帰、同年レディーズジョッキーズシリーズ出場（11人中4位）。
2008年2月9日付けで引退した。
地方通算成績は393戦21勝・2着14回・3着30回・勝率5.3%・連対率8.9%
2018年3月15日、調教師補佐免許試験に合格したことが地方競馬全国協会から発表され、同年4月1日付で免許が交付された。なお、登録名は結婚後の姓名である「入口由美子」となる。
2022年7月15日に調教師試験に合格、8月1日付で免許交付される。女性調教師としては安池成実（川崎）、土屋千賀子（浦和・引退）、谷あゆみ（ばんえい）、高橋優子（金沢）、平山真希（浦和）、沖田明子（名古屋）、宮川真衣（高知）に続く史上8人目、浦和競馬では3人目となる。10月1日付けで厩舎を開業。